# Reichspost
A Reichspost (em alemão: Correio do império) foi um jornal diário austríaco editado em Viena destinado principalmente a leitores católicos, denominando-se a si próprio de "jornal para o povo cristão da Áustria-Hungria".
O jornal foi editado pela primeira vez em 1º de janeiro de 1894 por Dr. Friedrich Funder, acessando principalmente leitores católicos da classe média, bem como o clero católico. A Reichspost tinha duas edições diárias, chamadas de "folha matinal" (Morgenblatt) e "folha diurna" (Abendblatt). No ano de 1937 o jornal atingiu aproximadamente 30 000 edições durante os dias úteis, aos domingos aproximadamente 45 000.
A editora Herold Kommandit-Gesellschaft auf Aktien foi responsável pela impressão, que também imprimia os jornais Wiener Montagsblatt, Badener Volksblatt e Neues Wochenblatt.
O encerramento deu-se devido a pressões do regime nazista em 30 de setembro de 1938, pelo fato de o jornal não apóiar os interesses austro-fascistas do estado.